# Anatoli Onoprienko
Anatoli Jurijevitsj Onoprienko (Oekraïens: Анатолій Юрійович Онопрієнко) (Laski, Oblast Zjytomyr, 25 juli 1959 – Zjytomyr, 27 augustus 2013) was een Oekraïens seriemoordenaar die na zijn arrestatie 52 moorden tussen 1989 en 1996 bekende, waarbij hij doorgaans hele families tegelijk uitroeide. Hij werd in 1999 veroordeeld tot de doodstraf voor 43 moorden in de loop van 1995/1996, maar dit werd later omgezet in een levenslange gevangenisstraf.
Onoprienko staat ook bekend als het Beest van Oekraïne, de Terminator en Komrad O.

## Werkwijze
Onoprienko zocht doorgaans een huis uit dat geïsoleerd was van het zicht- en hoorveld van de omgeving. Het eerste daarvan stond in Bratkovychi (Братковичі), maar toen de politie dat gebied in de gaten ging houden, verkaste hij naar andere plaatsen. Eenmaal binnen schoot hij iedereen - mannen, vrouwen en kinderen - dood met een jachtgeweer. Vervolgens stak Onoprienko het huis in brand. Eventuele getuigen van zijn daden waren verdere doelwitten, evenals mensen in willekeurig voorbijkomende auto's. Na zijn arrestatie verklaarde Onoprienko dat hij verder moordde na een visioen van God waarin die dat hem opdroeg, nadat het ooit begonnen was met een uit de hand gelopen inbraak. Een stem in zijn hoofd bleef hem tijdens zijn terreurgolf aanmoedigen. Plezier in het moorden had Onoprienko nooit, vertelde hij. Hij zou er sowieso niets bij voelen.

## Verkeerde verdachte & arrestatie
In maart 1996 werd Joeri Mozola (26) gearresteerd op verdenking van een serie moorden. Tijdens verhoren werd deze zo zwaar gemarteld dat hij het niet overleefde. Zeven van zijn ondervragers kregen daarvoor gevangenisstraf. Zeventien dagen later, zeven jaar na zijn eerste moord, werd Onoprienko gepakt. Nadat hij introk bij neef Pjotr Onoprienko, ontdekte die zijn wapenarsenaal en schopte hem het huis uit. Enkele dagen later konden de autoriteiten dankzij adjunct-commissaris Sergej Krjoekov en inspecteur Igor Choenej met de door Piotr doorgebelde informatie Onoprienko in Zjitomirskaja in de kraag vatten. In zijn woning vond de politie 122 eigendommen die van de moordslachtoffers waren geweest en een geweer met afgezaagde loop. Onoprienko maakte zijn rechtszaak mee vanuit een metalen kooi.

## Medeplichtig
Onoprienko pleegde zijn eerste moorden op een familie in het huis waar hij samen met Serhi Rogozin (36) had ingebroken, om geen getuigen achter te laten. Rogozin kreeg dertien jaar gevangenisstraf opgelegd voor zijn aandeel.

## In de media
Schrijver Jaques Buval bracht in 2003 een (Duitstalig) boek uit over Onoprienko, getiteld Der Todesbote.